# Jarkko Komula
Jarkko Komula (Oulu, 13 maart 1976) is een voormalig Finse dartsspeler die speelt voor de PDC en voorheen voor de BDO. Zijn bijnaam is Smiley, omdat hij ironisch genoeg zelden lacht.

## Dartscarrière

### BDO
Komula bereikte de finale van de 2001 Winmau World Masters door in de halve finales Andy Fordham met 4-0 te verslaan. Hij werd verslagen in de finale door Raymond van Barneveld. Hij maakte zijn BDO World Championship debuut in 2002, waarin hij verloor van Ted Hankey in de eerste ronde. Hij leed een tweede eerste rondenederlaag op de Lakeside in 2003. Hij verloor van Vincent van der Voort. In de 2004 BDO World Darts Championship won hij eindelijk een wedstrijd en versloeg Paul Hanvidge. In de tweede ronde verloor hij van Mervyn King. In 2005 verloor hij in de eerste ronde opnieuw, dit keer van Robert Wagner.
Op 31 mei 2008 won Komula de Nordic Cup. Hij won van Markus Korhonen uit Zweden in de finale.

### PDC
Aan het begin van 2009 werd Komula lid van de PDC. Hij kwalificeerde zich voor de 2010 PDC World Darts Championship door het winnen van het Finse kwalificatietoernooi. Hij versloeg Roman Konchikov uit Rusland met 4-3 in legs in de voorronde, maar verloor van Wes Newton met 3-0 in sets in de eerste ronde. In 2012 verloor hij in de voorronde met 4-2 in legs, doch exact hetzelfde gemiddelde (81.79), van zijn landgenoot Jani Haavisto.
Komula beëindigde zijn PDC carrière in 2015 nadat hij zijn Tour Card niet vernieuwd had.

## Resultaten op Wereldkampioenschappen

### BDO
- 2002: Laatste 32 (verloren van Ted Hankey met 2-3)
- 2003: Laatste 32 (verloren van Vincent van der Voort met 1-3)
- 2004: Laatste 16 (verloren van  Mervyn King met 2-3)
- 2005: Laatste 32 (verloren van  Robert Wagner met 2-3)

### WDF

#### World Cup
- 1995: Laatste 64 (verloren van Colin Rice met 0-4)
- 1999: Laatste 64 (verloren van Jason Kavanagh met 3-4)
- 2001: Kwartfinale (verloren van John Walton met 1-4)
- 2003: Halve finale (verloren van Raymond van Barneveld met 2-4)
- 2005: Laatste 32 (verloren van Mervyn King met 1-4)
- 2009: Laatste 32 (verloren van Scott Waites met 3-4)
- 2011: Laatste 16 (verloren van Daniel Larsson met 3-4)

### PDC
- 2010: Laatste 64 (verloren van Wes Newton met 0-3)
- 2013: Voorronde (verloren van Jani Haavisto met 2-4)
- 2014: Laatste 32 (verloren van Simon Whitlock met 0-4)